# Heinrich Sommerfeld
Heinrich Adolf Sommerfeld (* 9. Juli 1884 in Dessau; † 8. Dezember 1950 in Hünfeld) war ein deutscher Wirtschaftswissenschaftler.

## Leben
Heinrich Sommerfeld studierte in Leipzig Handels- und Wirtschaftswissenschaften. 1912 wurde er Mitglied des Corps Hermunduria Leipzig. Das Studium schloss er 1914 mit der Staatsprüfung zum Diplom-Handelslehrer an der Universität Leipzig ab. 1916 wurde er an der Universität Heidelberg zum Dr. phil. promoviert. Am Ersten Weltkrieg nahm er als Hauptmann teil.
1918 erhielt er eine Dozentur am Polytechnikum Köthen. 1920 folgte er einem Ruf als ordentlichen Professor an die Handelshochschule Mannheim. 1923 wurde er auch zum Honorarprofessor an die Universität Heidelberg berufen. Er war Ehrenmitglied Mitglied des Corps Hermunduria Leipzig und Ehrenmitglied  des Corps (jetzt: Burschenschaft) Hansea Mannheim und wurde 1926 auch Ehrenmitglied des Corps Rheno-Nicaria Mannheim. 
Sommerfeld wechselte zum 15. Oktober 1933 nach der Schließung der Handelshochschule Mannheim als einziger Ordinarius für Betriebswirtschaftslehre an die Universität Heidelberg. Er bekleidete hier eines der beiden betriebswirtschaftlichen Ordinariate an der neuen Heidelberger Staats- und Wirtschaftswissenschaftlichen Fakultät (Stawi-Fakultät), die damit die zweitgrößte Fakultät der Universität wurde. Das zweite vorgesehene betriebswirtschaftliche Ordinariat wurde während des gesamten Dritten Reichs nicht besetzt. Mit Sommerfeld gingen von den Mannheimer Betriebswirten auch der Privatdozent Fritz Fleege-Althoff, der gerade habilitierte Walter Thoms und ein weiterer wissenschaftlicher Assistent nach Heidelberg.
Sommerfeld war von 1929 bis 1932 Mitglied der Deutschen Volkspartei (DVP) und trat 1937 der NSDAP bei (Mitgliedsnummer 4.463.594), außerdem war er Förderndes Mitglied der SS, der SA und des Stahlhelms.
1939 wechselte Sommerfeld als Ordinarius für Betriebswirtschaftslehre an die Universität Breslau. Bis zu seiner Einberufung 1941 blieb er in Breslau. Er nahm am Zweiten Weltkrieg teil und diente unter Max Wachtel im Flak-Regiment 155 (W), zuletzt als Oberstleutnant.
Nach Ende des Zweiten Weltkriegs – Breslau war jetzt polnisch geworden – nahm er 1948 zunächst einen Lehrauftrag für Betriebswirtschaftslehre an der Universität Göttingen an. Von 1949 bis zu seinem Tod 1950 lehrte er an der Universität zu Köln.

## Schriften
- Die Wertansätze in der Inventur mit Berücksichtigung steuerlicher Vorschriften, 1921, 2. Auflage 1923
- Die Technik des börsenmässigen Termingeschäfts (Fix-, Prämien-, Stellage- u. Nochgeschäft) in analytisch-synthetischer Darstellung, 1923, 2. neubearbeitete Auflage 1929
- Die Goldmarkbuchhaltung, 1923, 2. Auflage 1924
- Die betriebswirtschaftliche Theorie des Bezugsrechts, 1927
- Börsenverkehr und Börsengeschäfte, 1931
- Der Unternehmer als Verwalter des Volksvermögens, 1934